# Noc żywych trupów (film 1968)

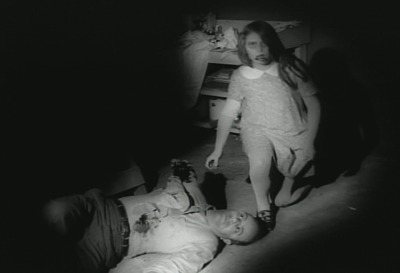
Dziewczynka-zombie i jej ofiara

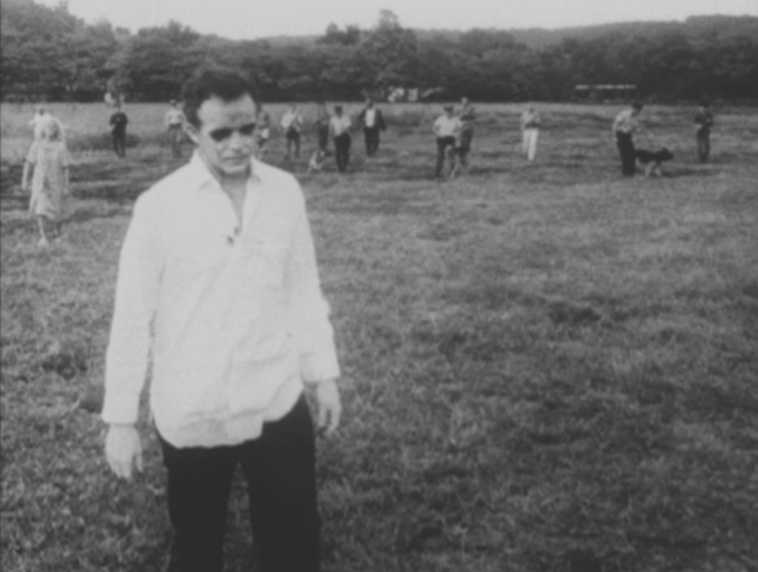
Zombie atakujące schronienie bohaterów

Noc żywych trupów (ang. Night of the Living Dead) – amerykański niskobudżetowy horror filmowy z roku 1968, którego reżyserem był George A. Romero. Dziś film uznawany jest za jeden z klasyków kina grozy.
Film wprowadził do kultury masowej postać zombie, jako nieumarłego niezwiązanego z voodoo.
Noc żywych trupów  należy do domeny publicznej i można legalnie oraz bezpłatnie pobrać go z Internetu.

## Fabuła
Barbara i Johnny wybrali się w dość daleką podróż, aby odwiedzić grób ich ojca. Johnny był bardzo niechętny tej podróży, dał się jednak przekonać. Gdy docierają na miejsce, John próbuje nastraszyć Barbarę. W pewnym momencie dostrzegają dziwnie idącego człowieka, który powoli zbliża się do nich. Mężczyzna atakuje Barbarę, ale ratuje ją Johnny, który po chwili ginie z rąk napastnika. Barbarze udaje się uciec, chroni się w opuszczonym domu. Niedługo później dom zapełnia się – trafiają do niego m.in. czarnoskóry Ben i małżeństwo Cooper z córką, która została pogryziona przez zombie i młodzieniec Tom ze swoją dziewczyną Judy. Zapada noc, a hordy zombie kierują się w stronę domu, w którym znajduje się ich pożywienie. Siódemka uwięzionych w domu osób stara się odpędzić trupy za pomocą ognia. Później jednak Ben, Tom i Judy zdecydowali się wyjść na zewnątrz i dostać do samochodu. Planowali zdobyć benzynę i uciec samochodem, co niestety skończyło się tragiczną śmiercią Toma i Judy w eksplozji ciężarówki. Sytuacja przybrała niekorzystny obrót dla pozostałych bohaterów – hordy zombie zaczęły dobijać się do domu. Tymczasem dochodzi do kłótni Bena z Cooperem, co prowadzi do strzelaniny. Ranny Harry Cooper chowa się w piwnicy, gdzie leży jego córka Sarah. Sarah umiera i po chwili powraca jako zombie. Podczas gdy Ben i Barbara walczą z trupami dobijającymi się do domu, pani Cooper schodzi do piwnicy i zastaje martwego męża z córką u boku jedzącą jego zwłoki. Sarah zabija matkę i wychodzi z piwnicy.
Benowi i Barbarze coraz trudniej jest powstrzymać zombie, po chwili Barbarę porywa jej brat Johnny już jako zombie. Żądne krwi trupy wchodzą do domu, a Ben ucieka do piwnicy gdzie ożywają ciała państwa Cooper, które Ben zabija a następnie czuwa przez całą noc. Rankiem Ben wychodzi z ukrycia i ginie od strzału w głowę z ręki żywego człowieka, który wziął go za zombie.

## Obsada
- Judith O’Dea jako Barbara
- Russell Streiner jako Johnny
- Duane Jones jako Ben
- Karl Hardman jako Harry Cooper
- Keith Wayne jako Tom
- Judith Ridley jako Judy
- Marilyn Eastman jako Helen Cooper
- Kyra Schon jako Karen
- Bill Heinzman jako zombie na cmentarzu

## Analiza filmu
Film był przełomem – zarówno dla kina grozy jak i kina w ogóle. Wielu uważa, że film Romera zapoczątkował nowożytną epokę horroru, charakteryzującą się tym, iż tego typu kino zapewnia widzowi nie tylko rozrywkę na mocnym poziomie, ale znaleźć można w nim także elementy krytyki społeczeństwa i polityki. Romero w Nocy żywych trupów złamał wszelkie dotychczas znane kanony horroru, m.in. poprzez zakończenie (główny bohater, po uporaniu się z hordami zombie, ginie przypadkowo, z ręki człowieka) oraz postaci – głównym bohaterem filmu jest czarnoskóry mężczyzna (Duane Jones), co dotychczas nie miało miejsca. Jak na realia lat 60. XX wieku film był także niezwykle krwawy i brutalny. Mimo wszystkich kontrowersji, niskobudżetowy film Romera spodobał się i do dziś powstają liczne jego kontynuacje i remaki, w planach jest także prequel. Romero był także reżyserem Świtu- i Dnia żywych trupów, Land of the Dead oraz Diary of the Dead.
Ciekawe jest to, że właśnie Romero wprowadził do kultury masowej postać zombie, którą znamy dzisiaj – nieumarły, powstający z grobu, aby pożywić się ludzkim mięsem. Wcześniej zombie utożsamiany był z haitańskim kultem voodoo. W roku 1966, dwa lata przed Nocą żywych trupów, powstał film Plaga żywych trupów – w filmie tym martwi także powstawali z grobów, miało to jednak związek właśnie z voodoo.

## Seriażywych trupów
- Noc żywych trupów (1968)
- Świt żywych trupów (1978)
- Powrót żywych trupów (1985)
- Dzień żywych trupów (1985)
- Powrót żywych trupów II (1988), reż. Ken Wiederhorn
- Noc żywych trupów (1990 – remake), reż. Tom Savini
- Powrót żywych trupów III (1993), reż. Brian Yuzna
- Świt żywych trupów (2004 – remake), reż. Zack Snyder
- Ziemia żywych trupów (2005)
- Dzień żywych trupów 2 (2005)
- Noc żywych trupów 3D (2006 – drugi remake)
- Diary of the Dead: Kroniki żywych trupów (2007)
- Dzień żywych trupów (2008 – remake), reż. Steve Miner
- Survival of the Dead (2009)

Na fali popularności powstało także kilka filmów niebędących oficjalną częścią serii, jak np. włoskie Miasto żywych trupów w reżyserii Lucio Fulciego (1980) oraz pastisze, chociażby brytyjski horror komediowy Wysyp żywych trupów (2004), Creatures from the Pink Lagoon (2006) lub Children of the Living Dead (2001).